# Deutschlandfunk Nova
Deutschlandfunk Nova (DLF Nova) – publiczny trzeci program informacyjny niemieckiego radia emitowany przez Deutschlandradio. DLF Nova to kanał radiowy o charakterze informacyjnym, ale także popularnym i naukowym. Jest najmłodszym kanałem w rodzinie Deutschlandradio. Od 2017 roku działa jako Deutschlandfunk Nova.